# Chantaje
"Chantaje" (phát âm tiếng Tây Ban Nha: [ʧanˈtaxe]; tiếng Anh: "Blackmail") là một bài hát của nữ ca sĩ người Colombia Shakira, với sự góp giọng của nam ca sĩ Maluma. Bài hát được phát hành dưới dạng đĩa đơn mở đường cho album phòng thu thứ 11 của Shakira, El Dorado (2017) vào ngày 28 tháng 10 năm 2016 bởi Ace Entertainment. Bài hát được viết bởi Shakira, Maluma, Joel Antonio López Castro, Kevin Mauricio Jiménez Londoño và Bryan Snaider Lezcano Chaverra. Nó được sản xuất bởi Shakira, Maluma, Chan "El Genio" (Rude Boyz) và Kevin Jiménez ADG. Maluma và Shakira đã từng hợp tác trước đó trong bản phối chính thức của đĩa đơn "La Bicicleta" từ Carlos Vives.

## Diễn biến thương mại
Tại Tây Ban Nha, "Chantaje" lọt vào BXH Promusicae tại vị trí thứ 8 và đạt vị trí đầu bảng tuần tiếp theo, trở thành hit đầu bảng thứ 8 của Shakira tại Tây Ban Nha. Tại hoa Kỳ, bài hát mở đầu tại vị trí thứ nhất trên Hot Latin Songs, "trở thành bài hát thứ 14 làm được điều đó trong suốt 30 năm lịch sử BXH," theo Amaya Mendizabal của Billboard. Đây cũng là No.1 thứ 11 của cô tại đây, và là đầu tiên của Maluma. Với doanh số tuần đầu gốm 13000 lượt tải trực tuyến, 1.6 triệu stream và 13.8 triệu lượt nghe radio tại Mỹ, "Chantaje" trở thành bài hát tiếng Tây Ban Nha có doanh số tuần đầu cao thứ hai năm 2016. "Chantaje" cũng mở đầu tại vị trí 96 tại Billboard Hot 100, trở thành lần thứ 19 cô lọt vào BXH này và lần đầu tiên của Maluma, sau đó ở tuần thứ hai, bài hát đạt vị trí 77.

## Xếp hạng

### Xếp hạng tuần
| Bảng xếp hạng (2016–17)                         | Vị trí cao nhất |
| ----------------------------------------------- | --------------- |
| Argentina (Monitor Latino)                      | 4               |
| Argentina Digital Songs (CAPIF)                 | 1               |
| Áo (Ö3 Austria Top 40)                          | 41              |
| Bỉ (Ultratop 50 Flanders)                       | 11              |
| Bỉ (Ultratop 50 Wallonia)                       | 19              |
| Bulgary (IFPI)                                  | 3               |
| Brazil (Hot 100 Airplay)                        | 1               |
| Canada (Canadian Hot 100)                       | 50              |
| Colombia (National-Report)                      | 2               |
| Cộng hòa Séc (Singles Digitál Top 100)          | 44              |
| Dominican Republic (Monitor Latino)             | 10              |
| Ecuador (National-Report)                       | 1               |
| Phần Lan Download (Latauslista)                 | 23              |
| France (SNEP)                                   | 13              |
| Trường songid là BẮT BUỘC CHO BẢNG XẾP HẠNG ĐỨC | 20              |
| Guatemala (Monitor Latino)                      | 1               |
| Hungary (Single Top 40)                         | 29              |
| Israel (Media Forest)                           | 8               |
| Ireland (IRMA)                                  | 91              |
| Italy (FIMI)                                    | 11              |
| Mexico Airplay (Billboard)                      | 1               |
| Mexico Pop Songs (Monitor Latino)               | 1               |
| Hà Lan (Dutch Top 40)                           | 25              |
| Hà Lan (Single Top 100)                         | 18              |
| Panama (Monitor Latino)                         | 3               |
| Philippines (Philippine Hot 100)                | 45              |
| Bồ Đào Nha (AFP)                                | 3               |
| Romania (Media Forest)                          | 2               |
| Slovakia (Singles Digitál Top 100)              | 28              |
| Slovenia (SloTop50)                             | 45              |
| Tây Ban Nha (PROMUSICAE)                        | 1               |
| Thụy Điển (Sverigetopplistan)                   | 54              |
| Thụy Sĩ (Schweizer Hitparade)                   | 10              |
| Uruguay (Monitor Latino)                        | 1               |
| Hoa Kỳ Billboard Hot 100                        | 51              |
| Hoa Kỳ Hot Latin Songs (Billboard)              | 1               |
| Hoa Kỳ Tropical Airplay (Billboard)             | 19              |
| Venezuela (National-Report)                     | 2               |

### Xếp hạng cuối năm
| Bảng xếp hạng (2016) | Vị trí |
| -------------------- | ------ |
| Spain (PROMUSICAE)   | 77     |

## Chứng nhận doanh số
| Quốc gia | Chứng nhận            | Số đơn vị/doanh số chứng nhận |
| --- | --------------------- | ----------------------------- |
| Bỉ (BEA) | Vàng                  | 0‡                            |
| Pháp (SNEP) | Bạch kim              | 150,000*                      |
| Đức (BVMI) | Vàng                  | 150.000‡                      |
| Ý (FIMI) | 2× Bạch kim           | 100.000‡                      |
| México (AMPROFON) | Bạch kim              | 60.000*                       |
| Ba Lan (ZPAV) | Bạch kim              | 20.000‡                       |
| Tây Ban Nha (PROMUSICAE) | 5× Bạch kim           | 200.000*                      |
| Thụy Điển (GLF) | Vàng                  | 10.000‡                       |
| Thụy Sĩ (IFPI) | Vàng                  | 15.000‡                       |
| Hoa Kỳ (RIAA) | 16× Bạch kim (Latinh) | 960.000‡                      |
| * Chứng nhận dựa theo doanh số tiêu thụ. ^ Chứng nhận dựa theo doanh số nhập hàng. ‡ Chứng nhận dựa theo doanh số tiêu thụ và phát trực tuyến. |                       |                               |

## Lịch sử phát hành
| Khu vực  | Ngày                 | Định dạng           | Nhãn              | Chú thích |
| -------- | -------------------- | ------------------- | ----------------- | --------- |
| Toàn cầu | 28 tháng 10 năm 2016 | Tải nhạc trực tuyến | Ace Entertainment |           |
| Italia   | 28 tháng 10 năm 2016 | Đài HAC             | Sony Music        | [ 50 ]    |